# United Football League (Filippine) 2016
La United Football League 2016 del campionato filippino di calcio, è iniziata il 30 aprile 2016 e si concluderà a settembre 2016.

## Squadre partecipanti
| Club              | Città         | Stadio         |
| ----------------- | ------------- | -------------- |
| Agila             | ---           | ---            |
| United City       | Bacolod       | Panaad Stadium |
| Forza             | Alabang       | ---            |
| Global            | Tacloban      | ---            |
| Green Archers Utd | Alabang       | ---            |
| JP Voltes         | Manila        | ---            |
| Kaya-Iloilo       | Makati        | ---            |
| Laos              | Tacloban      | ---            |
| Loyola M.S.       | Quezon        | ---            |
| Nomads            | Manila        | ---            |
| Pasargad          | ---           | ---            |
| Stallion          | Barotac Nuevo | ---            |

## Classifica attuale
Aggiornato al 10 agosto 2016{| class="wikitable sortable" style="text-align: center; font-size: 90%;"
! width="7%" |
! width="7%" |Pos.
! width="27%" |Squadra
! width="10%" |Pt
! width="7%" |G
! width="7%" |V
! width="7%" |N
! width="7%" |P
! width="7%" |GF
! width="7%" |GS
! width="7%" |DR
|- align="center" style="background:#99CBFF;"
|
|1.
| style="text-align:left;" | Global
|34||12||11||1||0||64||5||+59
|- align="center" style="background:#FFFFFF;"
|
|2.
| style="text-align:left;" | United City
|28||12||9||1||2||79||13||+66
|- align="center" style="background:#FFFFFF;" 
|
|3.
| style="text-align:left;" | JP Voltes
|28||13||9||1||3||40||13||+27
|- align="center" style="background:#FFFFFF;"
|
|4.
| style="text-align:left;" | Loyola M.S.
|27||12||9||0||3||62||12||+50
|- align="center" style="background:#FFFFFF;"
|
|5.
| style="text-align:left;" | Kaya-Iloilo
|24||12||8||0||4||53||18||+35
|- align="center" style="background:#FFFFFF;"
|
|6.
| style="text-align:left;" | Stallion
|21||12||6||3||3||31||18||+13
|- align="center" style="background:#FFFFFF;"
|
|7.
| style="text-align:left;" | Green Archers Utd
|17||13||5||2||6||21||33||-12
|- align="center" style="background:#FFFFFF;"
|
|8.
| style="text-align:left;" | Forza
|10||13||3||1||9||16||58||-42
|- align="center" style="background:#FFFFFF;"
|
|9.
| style="text-align:left;" | Laos
|7||12||2||1||9||20||67||-47
|- align="center" style="background:#FFFFFF;"
|
|10.
| style="text-align:left;" | Nomads
|9||11||3||0||8||20||65||-45
|- align="center" style="background:#FFFFFF;"
|
|11.
| style="text-align:left;" | Agila
|4||11||1||1||9||6||56||-50
|- align="center" style="background:#FFFFFF;"
|
|12.
| style="text-align:left;" | Pasargad
|1||11||0||1||10||4||58||-54
|- align="center" style="background:#FFFFFF;"
|}
Legenda:

      Campione delle Filippine e ammessa alla AFC Champions League 2017

Note:

Tre punti a vittoria, uno a pareggio, zero a sconfitta.

## Statistiche

### Classifica marcatori
Aggiornata al 14 agosto 2016
| Gol |  |  | Giocatore          | Squadra     |
| --- |  |  | ------------------ | ----------- |
| 25  |  |  | Adrián Gallardo    | United City |
| 18  |  |  | James Younghusband | Loyola M.S. |
| 14  |  |  | Misagh Bahadoran   | Global      |
| 13  |  |  | Takumi Uesato      | JP Voltes   |
| 13  |  |  | James Younghusband | Loyola M.S. |